# Produktionswert
Der Produktionswert, auch Bruttoproduktionswert (englisch gross output oder einfach output) ist ein volkswirtschaftliches Aggregat, das die Summe des Wertes aller in einer Volkswirtschaft oder in einem Sektor oder einer Branche einer Volkswirtschaft oder einer Region produzierten Güter und Dienstleistungen angibt.

## Begriffe und Beziehungen
Die grundlegenden Begriffe der Volkswirtschaftlichen Gesamtrechnungen sind im System of National Accounts – SNA 2008 und darauf aufbauend im Europäischen System Volkswirtschaftlicher Gesamtrechnungen – ESA / ESVG 2010 definiert. Im SNA 2008 wird der Begriff des output definiert, im ESA 2010 / ESGV 2010 entsprechend die Begriffe output in Übersetzung Produktionswert. Das Statistische Bundesamt verwendet den Begriff Bruttoproduktionswert synonym zu Produktionswert und dann noch den Begriff des Nettoproduktionswerts, der keine Entsprechung im SNA 2008 und im ESVG 2019 hat. In der Literatur findet man noch eine abweichende Definition von Nettoproduktionswert.

### Europäisches System Volkswirtschaftlicher Gesamtrechnungen
Im Europäischen System Volkswirtschaftlicher Gesamtrechnungen – ESVG 2010 wird der Produktionswert wie folgt definiert:
Der Produktionswert ist der Wert aller Güter, die im Rechnungszeitraum produziert werden.
Hierbei wird zwischen Marktproduktion, Produktion für die Eigenverwendung und Nichtmarktproduktion unterschieden. Die Bewertung von Marktproduktion und Produktion für die Eigenverwertung erfolgt zu Herstellungspreisen, das heißt ohne die auf die Güter zu zahlenden Steuern (Gütersteuern), aber einschließlich der empfangenen Gütersubventionen. Die Bewertung von Nichtmarktproduktion erfolgt zu Produktionskosten. Der Produktionswert kann für ein einzelnes Unternehmen, die gesamte Volkswirtschaft eines Landes oder auch für einen Sektor oder eine Branche oder eine Region ermittelt werden.
Die Bruttowertschöpfung zu Herstellungspreisen ist sodann die Differenz aus Produktionswert und dem Wert der Vorleistungen zu Herstellungspreisen.

### Statistisches Bundesamt
Das Statistische Bundesamt verwendet auch den Terminus Bruttoproduktionswert für Produktionswert und definiert ferner den Nettoproduktionswert als die Differenz von Bruttoproduktionswert und Materialverbrauch, Einsatz an Handelsware, Kosten für Lohnarbeiten. Es ergibt sich für ein Unternehmen und dann auch aggregiert:
|   | Umsatz                                                                               |
| + | Bestandsveränderungen an unfertigen und fertigen Erzeugnissen aus eigener Produktion |
| + | Selbsterstellte Anlagen                                                              |
| = | Bruttoproduktionswert                                                                |
| - | Materialverbrauch, Einsatz an Handelsware, Kosten für Lohnarbeiten                   |
| = | Nettoproduktionswert                                                                 |
| - | sonstige Vorleistungen                                                               |
| = | Bruttowertschöpfung (zu Herstellungspreisen)                                         |

Zu den sonstigen Vorleistungen zählen Kosten für Dienstleistungen, Leiharbeiter und Mieten und Pachten.

### Abweichende Terminologie
Von der Terminologie des Statistischen Bundesamtes abweichend wird in der Literatur auch die Differenz von (Brutto-)Produktionswert und Abschreibungen als Nettowertschöpfung bezeichnet.

## Vom Produktionswert zum Bruttoinlandsprodukt
Ausgehend von der Bruttowertschöpfung (zu Herstellungspreisen) erhält man durch Addition der Gütersteuern (Produktions- und Importabgaben) und Subtraktion der Gütersubventionen das Bruttoinlandsprodukt.
|   | Produktionswert                              |
| – | Vorleistungen zu Anschaffungspreisen         |
| = | Bruttowertschöpfung (zu Herstellungspreisen) |
| + | Gütersteuern                                 |
| – | Gütersubventionen                            |
| = | Bruttoinlandsprodukt                         |

## Die Nettoquote
Statistik Austria definiert die Nettoquote als den Quotienten aus Bruttowertschöpfung zu Faktorkosten und Produktionswert.
Die Nettoquote ist in der Urproduktion besonders hoch, weil hier als Vorleistungsgüter nur Betriebsstoffe und Hilfsstoffe vorkommen, kaum aber die wertvolleren Rohstoffe. Relativ hoch ist die Nettoquote in Branchen, in denen Material zu im Vergleich besonders hochwertigen Produkten verarbeitet wird.